# The Warriors (filme)
The Warriors é um filme norte-americano de 1979 do gênero ação, dirigido por Walter Hill e baseado no livro homônimo de Sol Yurick. A história é sobre uma gangue de Nova Iorque que é perseguida após ser acusada injustamente do assassinato de Cyrus, o lider da maior gangue da cidade. A trilha sonora do filme foi lançada no mesmo ano e inclui músicas de Barry De Vorzon, Desmond Child, Joe Walsh, entre outros.
Depois de relatos de vandalismo e violência, a Paramount interrompeu temporariamente sua campanha publicitária e libertou os proprietários de sala de cinema de sua obrigação de mostrar o filme. Apesar de sua recepção inicialmente negativa e de não ter sido um grande sucesso de bilheteria em seu lançamento. The Warriors tornou-se um filme cult, influenciando gírias, músicas e gerando vários spinoffs, incluindo jogos de vídeo game e uma série de quadrinhos.

## Sinopse
O filme se passa em Nova Iorque. A cidade está tomada pelas gangues de rua que guerreiam entre si e contra a polícia. Cyrus, o líder da maior gangue de Nova York, os Gramercy Riffs, declara uma trégua para que haja uma grande reunião no Bronx. Cleon, líder dos Warriors, uma gangue de Coney Island, reune mais 8 membros (como era combinado): Swan, Ajax, Snow, Cowboy, Fox, Vermin, Cochise, e Rembrandt; e os informa de que não era permitido armas e desrespeitar a trégua, e eles pegam o trem até o Bronx. Chegando lá, eles veem o parque Cortland lotado com 9 membros de cada uma das mais de 100 gangues nova iorquinas. Cyrus fala que o motivo da reuniao era de unir todas as gangues para que assim possam dominar a cidade. Entretanto, durante seu discurso, é baleado e morto por Luther, líder da gangue dos Rogues, o qual culpa os Warriors pelo atentado. Começa então uma jornada de volta para casa por toda Nova York, na qual os Warriors precisarão enfrentar todas as gangues que encontrarem pelo caminho para sobreviver, ao mesmo tempo em que tentam provar sua inocência.

## Elenco principal
- Michael Beck.... Swan
- James Remar.... Ajax
- Dorsey Wright.... Cleon
- Brian Tyler.... Snow
- David Harris.... Cochise
- Tom McKitterick.... Cowboy
- Thomas G. Waites.... Fox
- Terry Michos.... Vermin
- Marcelino Sánchez.... Rembrandt
- Deborah Van Valkenburgh.... Mercy
- Roger Hill.... Cyrus
- David Patrick Kelly.... Luther
- Lynne Thigpen.... D.J.
- Edward Sewer.... Masai